# The Princeton Field Guide to Dinosaurs
Princeton Field Guide to Dinosaurs (česky v nepřesném překladu "Princetonský polní průvodce dinosaury") je kniha amerického paleontologa a popularizátora této vědy Gregoryho Scotta Paula (* 1954) z roku 2010 (vyšla v nakl. Princetonské Univerzity). Ilustrátorem knihy je rovněž Gregory Paul, který je autorem také všech kosterních rekonstrukcí v obrazových přílohách. V roce 2016 bylo publikováno druhé, doplněné a aktualizované vydání.
Tématem knihy je nový pohled na neptačí dinosaury - populární objekt současné vertebrátní paleontologie. Paul uplatňuje své dlouhodobé zkušenosti s moderní rekonstrukcí dinosaurů a zpodobňuje je v maximálně realistickém pojetí. V knize jsou obsaženy například také informace o dinosauřích smyslech, pohybu, gigantismu nebo otázkách metabolismu a fyziologie těchto dávno vyhynulých obratlovců. Paul také pro většinu druhů uvádí poměrně přesné odhady velikosti a hmotnosti, odvozené od jejich kosterních elementů.